# Українське братство
Украї́нське бра́тство фр. Fraternité Ukrainienne — благодійна організація у Франції, яка займається допомогою українцям у Російсько-українській війні.

## Про організацію
Волонтерська ініціатива «Fraternité Ukrainienne/Українське братство» була створена у січні 2015 року. Її натхненником був оперний співак Василь Сліпак. Співзасновниками стали кілька осіб з української громади, які вже займалися допомогою фронту, і вирішили об"єднати зусилля. Спочатку, крім Василя Сліпака, до «Fraternité Ukrainienne/Українське братство» увійшли Юлія Єфремова, Алла Лазарева, Анна Чесановська, Андрій Василик, Володимир Ткаченко, Оксана Черненко, пізніше долучилися Ігор Коцюруба, Світлана Лященко, Оксана Кшивняк та інші паризькі українці. Однією з перших акцій братства була купівля автівки "Форд" для Добровольчого українського корпусу «Правий сектор»».
Щоб зібрати кошти для діяльності волонтерської ініціативи, Василь організовував благодійні концерти. Він зібрав «музичну сотню» – українських музикантів у Франції. Після концертів люди кидали до скриньки гроші, скільки хотіли пожертвувати на військо. Також робили збірки на різних українських акціях. Іноді люди самі могли щось пожертвувати.
З січня 2015 року «Fraternité Ukrainienne/Українське братство» щотижня надсилає регулярну допомогу на фронт — як добровольчим батальйонам, так і частинам української регулярної армії. Принцип роботи організації — допомога тим, хто бореться за Україну на передовій. З перших днів роботи «Fraternité Ukrainienne/Українське братство» надіслало в Україну декілька тонн військового одягу, взуття, медикаментів тощо.
9 травня 2015 року у паризькій церкві Сен Мері Василь Сліпак організував, під егідою «Fraternité Ukrainienne/Українського братства», благодійний концерт української та класичної музики «Ми можемо! Ми зробимо!» У ньому взяли участь українські митці, які працюють у Франції: сам Василь Сліпак, а також — Олександр Куконін, Андрій Малахов, Олександра Діденко, Ольга Дубинська, Олександра Майєт та Ірина Кушлярук.
Із Василевої ініціативи шість дітей полеглих бійців щороку приїжджають відпочивати до українського дитячого табору в Розе – на сході Франції. Щоб профінансувати французькі канікули дітям загиблих, члени "Українського братства" організовують благочинні заходи, - такі, як свято борщу або вареників, здійснюють святкові ярмарки. Винятком, через епідемію коронавірусу, став 2020 рік, коли табір, вперше за свою історію, стояв зачинений.